# Phytoecia coeruleomicans
Phytoecia coeruleomicans là một loài bọ cánh cứng trong họ Cerambycidae.